# Ренато Карозоне
Ренато Карозоне (итал. Renato Carosone; Напуљ, 3. јануар 1920 — Рим, 20. мај 2001) је био једна од најзначајнијих личности италијанске музичке сцене друге половине XX века.
Такође, Карозоне је био и модерни уметник Напуљске народне музике (Canzone Napoletana).
Његове најпознатије песме су: '.